# Hermann Luchs
Hermann Luchs (ur. 27 lutego 1826 w Bytomiu, zm. 13 stycznia 1887 we Wrocławiu) – niemiecki nauczyciel, muzealnik, historyk sztuki. 
Ukończył gimnazjum w rodzinnym mieście (wg Wycisk-Müller w Głuchołazach i Gliwicach), po czym studiował filologię klasyczną oraz historię, najpierw na Uniwersytecie Wrocławskim, a potem na uniwersytetach lipskim i berlińskim. Edukację zakończył doktoratem na uniwersytecie w Halle w 1848. Następnie przyjechał do Wrocławia, gdzie od 1849 zaczął pracować jako nauczyciel szkół średnich. W 1852 został nauczycielem w Miejskiej Ewangelickiej Szkole dla Dziewcząt (przy obecnym placu Nankiera), której był też rektorem od 1863 do 1886. Poza obowiązkami zawodowymi pasjonował się historią sztuki i archeologią. Był jednym ze współorganizatorów powstałego w 1858 Towarzystwa Muzeum Starożytności Śląskich (Verein für das Museum schlesischer Alterthümer), specjalnie powołanego w celu organizacji, gromadzenia zbiorów i prowadzenia Muzeum Starożytności Śląskich (Museum schlesischer Altertümer; później działało jako Śląskie Muzeum Rzemiosła Artystycznego i Starożytności), które już w roku następnym otworzyło pierwszą wystawę; muzeum to istniało do końca II wojny światowej. Luchs wolontariacko prowadził to muzeum jako kustosz honorowy od początku do swojej śmierci. Ponadto intensywnie publikował o historii sztuki Śląska i jego zabytkach, zarówno swoje prace badawcze, jak i popularnonaukowe. Luchs został redaktorem czasopisma Schlesiens Vorzeit. Był autorem przewodnika po Wrocławiu, mającego 12 wydań, aż do 1901 r..
Działał w śląskich towarzystwach naukowych: Verein für Geschichte und Alterthum Schlesiens (we władzach od 1859) i Schlesische Gesellschaft für vaterländische Kultur (członek władz od 1870).
H. Luchs brał udział w zabezpieczeniu pozostałości wyposażenia pierwszego grobu książęcego rozgrabionego przez robotników, a odkrytego w 1886 r. na wrocławskim Zakrzowie oraz brał udział w odkryciu i zabezpieczeniu dwóch kolejnych grobów z Zakrzowa znalezionych w 1887. Wraz z W. Gremplerem opracował naukowo znaleziska z pierwszego grobu.
Został odznaczony Orderem Hohenzollernów.
Wybrane publikacje Luchsa:
- Breslau: ein Führer durch die Stadt für Einheimische und Fremde. Breslau, Verlag von Eduard Trewendt. 12 wydań, od 1857 do 1901 (pośmiertne wydania były współautorskie)[20]
- Über die Bilder der Hedwigslegende; 1862[21]
- Die Heraldik, eine Hilfswissenschaft der Kunstgeschichte; 1864[22]
- „Schlesischen Fürstenbilder des Mittelalters“ ("Śląskie wizerunki książęce z okresu średniowiecza"), Breslau 1872[23]